# Ashikaga Yoshimitsu
Ashikaga Yoshimitsu (tiếng Nhật: 足利 義満, Túc Lợi Nghĩa Mãn; 25 tháng 9 năm 1358 – 31 tháng 5 năm 1408) là shogun thứ ba của Mạc phủ Ashikaga ở Nhật Bản, nắm quyền từ năm 1368 đến năm 1394.